# Chen Lijun
Chen Lijun (en Chinois : 谌利军), né le 8 février 1993 à Yiyang dans la province chinoise du Hunan, est un haltérophile chinois.

## Carrière
Il a participé aux Championnats du Monde de 2013 dans la catégorie des moins de 62 kg hommes, soulevant 146 kg à l'arraché et 175 kg à l'épaulé-jeté pour un total de 321 kg, remportant des médailles d'argent à l'arraché et l'épaulé jeté et une médaille d'or au total. 
Il a participé de nouveau aux Championnats du Monde 2015 dans la catégorie des moins de 62 kg, soulevant 150 kg à l'arraché et un record du monde de 183 kg à l'épaulé pour un record du monde 333 kg total, gagnant une médaille d'argent à l'arraché et des médailles d'or à l'épaulé-jeté et au total.
Il a participé aux Jeux olympiques d'été de 2016 dans la division -62 kg, mais a été contraint de se retirer de la compétition après sa deuxième tentative d'arraché en raison de crampes aux jambes.
En 2021 aux Jeux olympiques d'été de 2020, il a remporté la médaille d'or dans la catégorie 67 kg hommes, soulevant 145 kg à l'arraché et 187 kg à l'épaulé-jeté pour un total de 332 kg, avec de nouveaux records olympiques établis à l'épaulé-jeté, et le total global.